# Less than Zero
Less than Zero is een nummer van de Canadese zanger The Weeknd uit 2022. Het is de vierde single van zijn vijfde studioalbum Dawn FM.
"Less than Zero" is sterk beïnvloed door de new wave uit de jaren '80. Het nummer gaat over een man wiens relatie op de klippen is gelopen door zijn eigen falen. Hij erkent dit, heeft spijt, en deed diverse vergeefse pogingen om zijn relatie te redden. Ooit was hij de held van zijn meisje, maar nu vindt ze hem waardeloos en 'nog minder dan nul'. "Less than Zero" werd in een aantal landen een kleine hit. De plaat bereikte de 32e positie in Canada, het thuisland van The Weeknd. In het Nederlandse taalgebied deed de plaat niets in de hitlijsten.